# Nicotianeae
Tribu
Les Nicotianeae sont une tribu de plantes de la sous-famille des Nicotianoideae (famille des Solanaceae). 

## Liste des genres
Selon NCBI (3 mars 2012) :
- genre Nicotiana L., 1753